# Nové Zámky
 Ovo je glavno značenje pojma Nové Zámky. Za Okrug pogledajte Okrug Nové Zámky.
Nové Zámky (mađ. Érsekújvár, njem. Neuhäus[e]l) je grad u Nitranskom kraju u južnoj Slovačkoj u blizini mađarske granice. Grad je upravno središte Okruga Nové Zámky. 

## Zemljopis
Grad se nalazi na Podunavskoj nizini na rijeci Nitri, na nadmorskoj visini od 119 metara. Smješten je oko 100 km od Bratislave i oko 25 km od  mađarske granice. Cestovno je i željezničko čvorište u južnoj Slovačkoj.
Grad ima kontinentalnu klimu. Prosječna godišnja temperatura dostiže oko 10 °C, najtopliji mjesec je srpanj s prosjekom od 20 °C, a najhladniji siječanj s -2 °C. Prosječna godišnja količina oborina je 556 mm. 

## Povijest
Nové Zámky je grad s bogatom prošlošću. Od druge polovice 10. stoljeća do 1918. godine bile su dio Kraljevine Ugarske. Tvrđava Nové Zámky građena je od 1573. do 1581. godine u svrhu obrane od Turaka. Grad se razvijao oko tvrđave. Velika nova tvrđava bila je jedna od najmodernijih u to doba u Europi, kada je izgrađena, tvrđava je izgrađena u obliku zvijezde, koja se nalazi i na današnjemu grbu grada.
Turci su šest puta bezuspješno pokušavali osvojiti grad i tvrđavu ali nisu uspjeli, no to im je pošlo za rukom 1663. godine. Grad je tada postao središte turskog eyaleta u današnjoj južnoj Slovačka – s podređenim sandžacima Litra, Leve, Novigrad, Holok, Bukabak i Şefradi (vjerojatno današnji grad Šahy).
Godine 1685. grad je osvojio Karlo V. vojvoda od Lorene, šest godina kasnije, grad je dobio povlastice od nadbiskupa iz Esztergoma.
Grad se također odigrao važnu ulogu u anti Habsburškim prosvjedima u sjevernim dijelovima Kraljevine Ugarske u 17. stoljeću.
Nakon raspada Austro-Ugarske 1918. godine grad je postao dio novoosnovane države Čehoslovačke. Kao rezultat Prve bečke arbitraže, on je vraćen Mađarskoj između 1938. i 1945. godine. Za vrijeme Drugoga svjetskoga rata 1944. godine grad je teško oštećen u savezničkome bombardiranju. Samo mali dijelovi tvrđave su i danas očuvani.

## Stanovništvo
| Godina:     | 1993.  | 2003.   | 2013.   | 2023.   |
| ----------- | ------ | ------- | ------- | ------- |
| Broj ljudi: | 43 396 | 41 669  | 39 219  | 36 410  |
| Razlika:    |        | -3,97 % | -5,87 % | -7,16 % |

| Godina:     | 2022.  | 2023.   |
| ----------- | ------ | ------- |
| Broj ljudi: | 36 781 | 36 410  |
| Razlika:    |        | -1,00 % |

Prema popisu stanovništva iz 2001. godine grad je imao 42.262 stanovnika.
Prema vjeroispovijesti u gradu živi najviše rimokatolika koji čine 71,72 % stanovništva.

### Etnički sastav
- Slovaci – 69,67 %
- Mađari – 27,52 %
- Romi – 0,90 %
- Židovi – 0,4 %

## Gradovi prijatelji
- Fonyód, Mađarska
- Tótkomlós, Mađarska
- Znojmo, Češka
- Tatabánya, Mađarska

## Vanjske poveznice
- Službena stranica grada

### Ostali projekti
|  | Zajednički poslužitelj ima još gradiva o temi Nové Zámky |